# みなとつるが山車会館

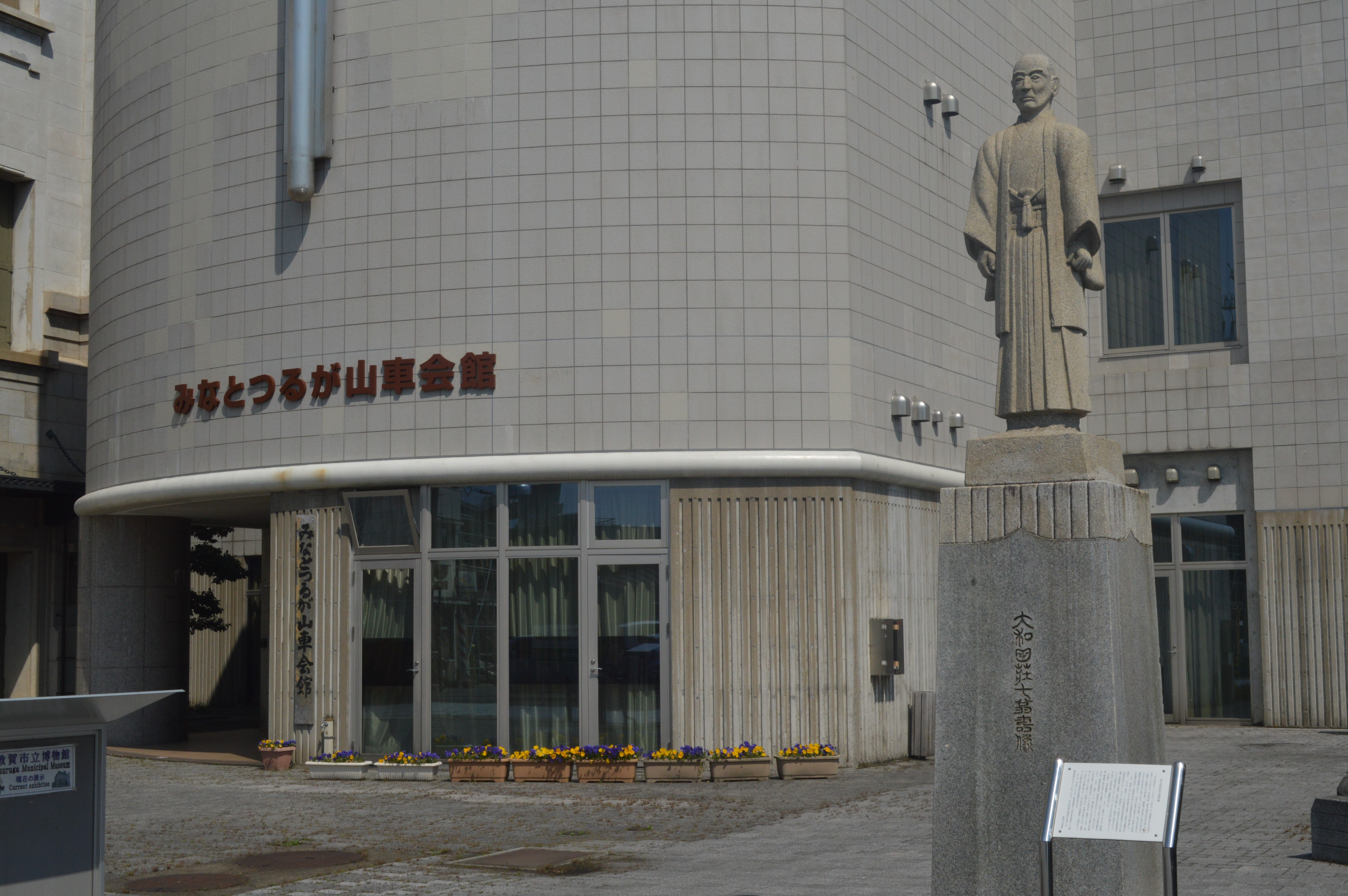
建物前にある「二代大和田荘七翁寿像」

みなとつるが山車会館（みなとつるがやまかいかん）は、福井県敦賀市相生町にある市立博物館。敦賀まつりで行われる山車巡行の見学施設であるとともに山車の保管施設でもある。近隣には敦賀市立博物館や紙わらべ資料館などがあり「博物館通り」と呼ばれるエリアにある。

## 歴史
1997年（平成9年）5月1日に開館した。

## 展示
気比神宮例大祭で巡行する山車6基を保管し、そのうち3基を毎年入れ替えて展示している。また、鎧、兜、能面などの実物を展示しているほか、大谷吉継を紹介するコーナーがある。スクリーンシアターでは山車巡行祭の様子を撮影した作品「敦賀の歴史と伝統」を上映する。建物の正面には大和田荘七の石像がある。

## 施設
本館のほか別館（旧大和田銀行初代本店の建物を利用）と土蔵がある。
- 本館
  - 1階 - ホール、展示コーナー、スクリーンシアター
  - 2階 - ギャラリー、常設展示室
- 別館 - 常設展示室

## 利用案内
- 開館時間 - 10：00〜17：00
- 休館日  - 月曜（月曜が休日の場合はその翌日）、休日の翌日、9月1日〜9月5日（敦賀まつり開催期間）、年末年始（12月28日〜翌年1月3日）
- 所在地 - 〒914-0062 福井県敦賀市相生町7-6

## 交通アクセス
- 北陸本線・北陸新幹線・小浜線・ハピラインふくい線 敦賀駅から徒歩で約25分。
- 敦賀駅から敦賀市コミュニティバス 松原線で「山車会館」停留所下車、ぐるっと敦賀周遊バス（観光ルート）で「博物館通り」停留所下車。ともに停留所から徒歩1分。

## 周辺施設
- 敦賀市立博物館（隣接施設）
- 紙わらべ資料館
- 敦賀港 - 金ヶ崎緑地 - きらめきみなと館 - 旧敦賀港駅舎 - 赤レンガ倉庫 - 洲崎の高灯籠
- 気比松原
- 氣比神宮